# Zatoka Latmijska

W okresie archaicznym zatoka sięgała kilkadziesiąt kilometrów w głąb lądu, jednak do czasów nowożytnych niemal całkowicie zarosła mułem.

Zatoka Latmijska (gr.  Λατμικός κόλπος, łac. Latmicus Sinus) – istniejąca w starożytności zatoka na wschodnim wybrzeżu Morza Egejskiego, w zachodniej Karii, u ujścia rzeki Meander. Nazwa zatoki pochodzi od znajdującej się u jej wschodnich wybrzeży góry Latmos (tur. Beşparmak), która rozdzielała ją na dwie odnogi, północną i południową. Od północy zatokę ograniczała wrzynająca się w morze góra Mykale zakończona Przylądkiem Trogilium na zachodnim krańcu, oddzielona wąską cieśniną od wyspy Samos. W starożytności zatoka miała duże znaczenie handlowe i kulturalne, jako że u jej brzegów znajdowały się trzy ważne miasta jońskie: Myus, Priene i Milet.
W wyniku akumulacji rzecznej północna odnoga już w okresie grecko-rzymskim była niemal w całości zarośnięta mułem naniesionym przez rzekę Meander. W późnym antyku linia brzegowa przesunęła się niemal do samego ujścia zatoki, na wysokość Miletu; od tego czasu osady rzeczne przesunęły linię brzegową o kolejnych kilka kilometrów i połączyły ze stałym lądem wyspę Lade. Jedyną pozostałością po dawnej zatoce jest istniejące do dziś jezioro Bafa, obejmujące większą część dawnej południowej odnogi zatoki.